# Classe Excellence
La classe Excellence est une classe de nouveaux navires à passagers destinés à plusieurs compagnies du Groupe Carnival, en l’occurrence AIDA Cruises, Costa Croisières, P&O Cruises et Carnival Cruise Lines. D'une jauge comprise entre 182 700 et 185 010 UMS, ils sont parmi les plus gros paquebots au monde, juste après les paquebots de classe Oasis de la compagnie concurrente Royal Caribbean International. Le premier navire fut l'AIDAnova en 2018 suivi du Costa Smeralda en 2019, ces deux navires étant alors les plus gros paquebots sous pavillon européen. À terme, cette classe devrait comprendre dix navires, respectivement sous les marques : Aida (2), Costa (2), P&O (2) et Carnival (4).

## Caractéristiques
Les Excellence sont basés sur un design similaire aux navires commandés par Aida, la filiale allemande de Costa. Avec plus de 6 600 passagers pouvant être accueillis dans 2605 cabines, les Excellence seront les plus gros navires du monde quant au nombre de passagers. Propulsés au GNL (gaz naturel liquéfié), leurs émissions de polluant sont considérablement réduites par rapport aux navires de croisière fonctionnant au fioul lourd. Le GNL est une nouveauté dans l'industrie de la croisière. Un large pont promenade fera le tour des navires. Ceux-ci seront également dotés sur l’arrière d’un grand amphithéâtre en plein air avec écran géant. Les ponts supérieurs comprendront plusieurs espaces piscines ainsi que des toboggans géants débordant des superstructures.

## Les unités de la classe
| Navire de croisière / Pavillon | Image | Tonnage (T.S.L.) | Longueur (m) | Maître-bau (m) | Puissance           | Cabines | Passagers | Équipage | Vitesse (nœuds) | Année           | Chantier naval | Mise en service  | Statut           |
| ------------------------------ | ----- | ---------------- | ------------ | -------------- | ------------------- | ------- | --------- | -------- | --------------- | --------------- | -------------- | ---------------- | ---------------- |
| AIDAnova                       |       | 182 700 UMS      | 337          | 42             | 61,7 MW (82 700 cv) | 2626    | 6600      | 1650     | 21,5            | 2018            | Meyer Werft    | décembre 2018    | En service       |
| Costa Smeralda                 |       | 185 010 UMS      | 337          | 42             | 61,7 MW (82 700 cv) | 2612    | 6600      | 1650     | 21,5            | 2019            | Meyer Turku    | 11 décembre 2019 | En service       |
| Iona                           |       | 184 000 UMS      | 344.5        | 42             | 61,7 MW (82 700 ch) | 2626    | 5206      | 1762     | 21,5            | 2020            | Meyer Werft    | octobre 2020     | En service       |
| Mardi Gras                     |       | 183 900 UMS      | 340          | 42             | 61,7 MW (82 700 ch) | 2626    | 5206      | 1762     | 21,5            | 2020            | Meyer Turku    | décembre 2020    | En service       |
| Costa Toscana                  |       | 186 364 UMS      | 337          | 42             | 61,7MW (82700ch)    | 2661    | 6554      | 1650     | 21,5            | 2021            | Meyer Turku    | Mars 2022        | En service       |
| AIDAcosma                      |       | 183 774 UMS      | 337          | 42             | 61,7 MW (82 700 ch) | 2732    | 6600      | 1650     | 21,5            | 2021            | Meyer Werft    | février 2022     | En service       |
| Carnival Celebration           |       | 183 521 UMS      | 340          | 42             | 61,7 MW (82 700 ch) | 2626    | 6500      | 1735     | 23              | 2022            | Meyer Turku    | 6 Novembre 2022  | En Service       |
| Arvia                          |       | 183 900 UMS      | 344,5        | 42             | 61,7 MW (82 700 ch) | 2614    | 5200      | 1762     | 21,5            | 2022            | Meyer Werft    |                  | En Service       |
| Carnival Jubilee               |       | 183 900 UMS      |              |                |                     |         |           |          |                 | 2023            | Meyer Werft    | décembre 2023,   | En Service       |
| Carnival Festivale             |       | 180 000 UMS      |              |                |                     |         |           |          |                 | Prévu pour 2027 | Meyer Werft    |                  | en construccion, |
| Carnival Tropicale,            |       | 180 000 UMS      |              |                |                     |         |           |          |                 | Prévu pour 2028 | Meyer Werft    |                  | Commandé         |